# (1056) Azalea
(1056) Azalea és un asteroide que forma part del cinturó d'asteroides i va ser descobert per Karl Wilhelm Reinmuth el 31 de gener de 1924 des de l'observatori de Heidelberg-Königstuhl, Alemanya.
Inicialment va rebre la designació de 1924 QD. Posteriorment es va anomenar per les azalees, unes plantes de la família de les ericácies.
Està situat a una distància mitjana de 2,23 ua del Sol, podent acostar-s'hi fins a 1,832 ua i allunyar-se'n fins a 2,628 ua. Té una excentricitat de 0,1785 i una inclinació orbital de 5,427°. Triga a completar una òrbita al voltant del Sol 1216 dies. Forma part de la família asteroidal de Flora.